# Taku Iwasaki
 (décembre 2010).
Si vous disposez d'ouvrages ou d'articles de référence ou si vous connaissez des sites web de qualité traitant du thème abordé ici, merci de compléter l'article en donnant les références utiles à sa vérifiabilité et en les liant à la section « Notes et références ».
Pour les articles homonymes, voir Iwasaki.
Taku Iwasaki (岩崎 琢, Iwasaki Taku) est un compositeur japonais notamment connu pour ses bandes son dans le domaine des anime.
Il est né à Tokyo le 21 janvier 1968.

## Biographie
Il a étudié à l'université des arts de Tokyo (section des arts et de la composition musicale).
En 1986, il obtient un prix de composition au festival d'art de la préfecture de Kanagawa, puis en 1989 le 1er prix de composition contemporaine des jeunes compositeurs.
En 1992, il obtient son master en Arts et Musique à l’Université Nationale de Tokyo. Au cours de ses études, il est également récompensé par le prix du meilleur espoir par la Société Japonaise de Musique Contemporaine.
Son style de composition mélange une écriture orchestrale traditionnelle à la musique électronique.
Il réside actuellement à Tokyo.

## Compositions

### Années 90
- Irresponsable capitaine Tylor OAV (1995-1996)
- Ima, soko ni iru boku (Now and then, here and there / Moi qui suis ici maintenant) (1999)

### Années 2000
- Read or die OAV (2001)
- Witch Hunter Robin (2001)
- The SoulTaker (2001)
- Sadamitsu le Destructeur (2001)
- Kenshin le vagabond (2001)
- Go! Go! Itsutsugo Land (2001)
- Yokohama Kaidashi Kikō (2002)
- Get Backers (2002)
- Read Or Die TV (2003)
- Yakitate!! Ja-pan (2004-2006)
- Black Cat (2005)
- Angel Heart (2005)
- Binchō-tan (2006)
- Ōban, Star-Racers (franco-japonais) (2006)
- Kekkaishi (2006)
- 009-1 (2006)
- Origine (Gin-iro no kami no Agito) (2006)
- Tengen toppa Gurren Lagann (2007)
- Persona: Trinity Soul (2008)
- Soul Eater (2008)
- Black Butler (Kuroshitsuji) (2008)

### Années 2010
- Katanagatari (2010)
- C: Money of Soul and Possibility Control (2011)
- Ben-to (2011)
- Jormungand (2012)
- JoJo's Bizarre Adventure (2012-2013)
- Gatchaman Crowds (2013)
- Noragami (2014)
- Akame ga Kill (2014)
- Magic Kaito 1412 (2014)
- Gatchaman Crowds insight (2015)
- Noragami Aragoto (2015)
- Bungo Stray Dogs (2016)
- Qualidea Code (2016)
- Ulysses: Jeanne d'Arc to Renkin no Kishi (2018)
- Cop Craft (2019)